# Хауме Коста
Хауме Коста (ісп. Jaume Costa, нар. 18 березня 1988, Валенсія) — іспанський футболіст, лівий захисник клубу «Мальорка».

## Клубна кар'єра
Хауме Коста народився в Валенсії. За другу команду клубу, «Валенсія Месталья», він дебютував в сезоні 2008/09, провів 71 матч в якому забив чотири м'ячі, але в основний склад «Валенсії» так і не пробився. У сезоні 2009/10 гравець пішов в оренду в клуб «Кадіс» де не зміг закріпитися в основному складі, за підсумками сезону «Кадіс» вилетів з Прімери. 
3 серпня 2010 року Хауме Коста переходить в клуб «Вільярреал». Дебютував за основну команду 4 березня 2012 року в 26 турі проти команди «Реал Сарагоса» і провів на полі всі 90 хвилин. Після цього матчу провів в сезоні ще 5 ігор, а за підсумками сезону «Вільярреал» вилетів з Прімери. В Сегунді став гравцем основи яким і є донині. Перший гол за «Вільярреал» забив 10 травня 2014 проти команди «Райо Вальєкано». У цьому матчі «Вільярреал» переміг з рахунком 4:0. 30 серпня 2013 року продовжив контракт з клубом до червня 2017 року. За всю кар'єру поки не отримав жодної прямої червоної картки і забив 13 автоголів.

## Титули і досягнення
«Вільярреал»
- Володар Ліги Європи УЄФА: 2020-21